# Przymorze Małe
Przymorze Małe – dzielnica administracyjna Gdańska położona w północnej części miasta.

## Położenie
Przymorze Małe jest zachodnią częścią Przymorza, obszaru Gdańska położonego w pasie nadmorskim, w mezoregionie Pobrzeże Kaszubskie. Po północnej granicy osiedla przepływa Potok Oliwski.
Przymorze Małe od północy graniczy z osiedlem Żabianka-Wejhera-Jelitkowo-Tysiąclecia, od wschodu z Przymorzem Wielkim, od południa z Zaspą-Młyniec a od zachodu z Oliwą.

## Charakterystyka dzielnicy

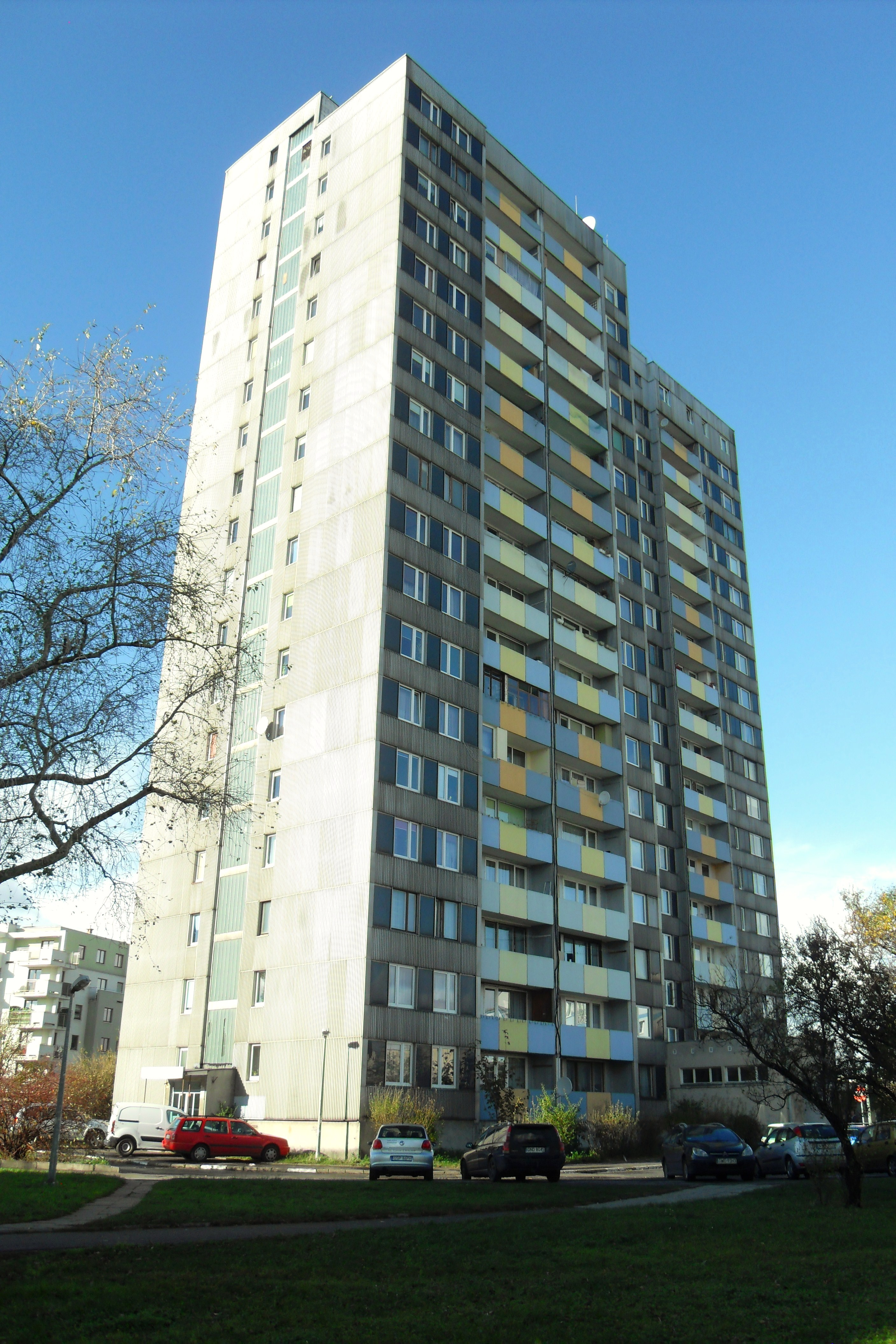
Jeden z dwóch najwyższych budynków Przymorza Małego (60 m wysokości)

Pierwsze budynki na terenie dzielnicy powstały na początku lat 30. XX wieku, kiedy powstało osiedle niewielkich domków jednorodzinnych, należących głównie do pracowników kolei, kupców, handlarzy i pocztowców. Z uwagi na polską w większości narodowość inwestorów, osiedle nazwano Małą Warszawą. Obejmowało ono budynki postawione na wytyczonych równolegle do torów dzisiejszych ulicach Arkońskiej, Szczecińskiej i Słupskiej. Większość obecnej zabudowy powstawała głównie w latach 60. XX wieku. Występują tu niska i średnia zabudowa blokowa, w większości bloki czteropiętrowe oraz zabudowa domów wolnostojących (w północnym i zachodnim pasie). W części osiedla położonej w pobliżu stacji kolejowej Gdańsk Oliwa znajduje się najstarsza zabudowa, z pierwszej połowy XX wieku. Na terenie dzielnicy znajdują się tereny przemysłowe o niskiej intensywności. Tutaj swoje hale wystawiennicze miały do 2012 Międzynarodowe Targi Gdańskie.

## Transport
Na obrzeżu dzielnicy znajdują się przystanek szybkiej kolei miejskiej Gdańsk Przymorze-Uniwersytet oraz stacja kolejowa Gdańsk Oliwa. Przez dzielnicę przebiega linia tramwajowa z Śródmieścia do Jelitkowa oraz Oliwy, oprócz tego kursują tu autobusy miejskie.

## Obiekty
- Arkońska Business Park (zbudowany w latach 2007–2010[4])
- Centrum Techniki Okrętowej S.A.[5]
- Galeria handlowa Alfa Centrum
- Gdański Inkubator Przedsiębiorczości STARTER[6]
- Hipermarket Obi
- Hipermarket Auchan
- Hotel Arkon Park Business & Sport**** oraz pensjonaty
- Komenda Miejska Państwowej Straży Pożarnej[7] (oddana w 2000[8])
- Kościół parafialny NMP Królowej Różańca Świętego (zbudowany w latach 1972–1976[9])
- Dwie Sale Królestwa Świadków Jehowy, ul. Leszka Białego 52; ul. Bora-Komorowskiego 1a; (zbory: Gdańsk–Oliwa, Gdańsk–Wrzeszcz, Gdańsk–Przymorze, Gdańsk–Zaspa, Gdańsk–Żabianka, Gdańsk–Migowy, Gdańsk-Angielski, Gdańsk–Rosyjski, Gdańsk-Ukraiński-Północ, Gdańsk–Stadion, Sopot[10])
- Osiedle Arkońska (ukończone w 2007[11])
- Osiedle Nowa Oliva (zbudowane w latach 2006–2010[12])
- Osiedle Oliwa Park[13]
- Biurowiec Format, ul. Droszyńskiego, pięciokondygnacyjny (plus 2 kondygnacje podziemne), ok. 15,7 tys. m kw. powierzchni najmu, 396 miejsc parkingowych, w bezpośrednim sąsiedztwie stacji Gdańsk Oliwa (planowany do realizacji w połowie 2021[14], oddany do użytku w marcu 2022[15])

## Pomniki przyrody
Na terenie dzielnicy rośnie 7 pomników przyrody (sosna zwyczajna, 3 wierzby białe o obwodach aż 460, 535 i 700 cm, 2 orzechy włoskie, buk zwyczajny odm. purpurowej).

## Rada Dzielnicy
W Radzie Dzielnicy zasiada 15 radnych. Siedziba Rady Dzielnicy mieści się w baraku przy ul. Bora-Komorowskiego 15. Poprzednie siedziby mieściły się w budynkach przy ul. Leona Droszyńskiego 15 oraz przy ul. Czerwony Dwór 25.

### III kadencja 2024–2029[22][23][24][25]
- Przewodnicząca Zarządu Dzielnicy 
  - Anna Czarzasta
- Przewodniczący Rady Dzielnicy 
  - Przemysław Skokowski (od 2025)[26]
  - Jakub Żuchowski (2024–2025)[27]

### II kadencja 2019–2024[28]
- Przewodniczący Zarządu Dzielnicy
  - Anna Maria Czarzasta (w 2024)[29]
  - Marcin Mickun (2019–2024)[30][31][32][33]
- Przewodniczący Rady Dzielnicy 
  - Andrzej Kowalczyk[34]

### I kadencja 2015–2019[35]
- Przewodniczący Zarządu Dzielnicy 
  - Marcin Mickun
- Przewodniczący Rady Dzielnicy 
  - Andrzej Kowalczyk